# Liste der Naturdenkmale in Sontheim an der Brenz
| Naturdenkmale | Anzahl |
| ------------- | ------ |
| FND           | 11     |
| END           | 15     |
| Gesamt        | 26     |

Die Liste der Naturdenkmale in Sontheim an der Brenz nennt die verordneten Naturdenkmale (ND) der im baden-württembergischen Landkreis Heidenheim liegenden Gemeinde Sontheim an der Brenz. In Sontheim an der Brenz gibt es insgesamt 26 als Naturdenkmal geschützte Objekte, davon 11 flächenhafte Naturdenkmale (FND) und 15 Einzelgebilde-Naturdenkmale (END).
Stand: 1. November 2016.

## Flächenhafte Naturdenkmale (FND)
| Name                                    | Bild | Kennung     | Einzelheiten          | Position | Fläche Hektar | Datum         |
| --------------------------------------- | ---- | ----------- | --------------------- | -------- | ------------- | ------------- |
| Altarm der Brenz nördlich Bergenweiler  | BW   | 81350310005 | Sontheim an der Brenz | ⊙        | 0,5           | 17. Jan. 2008 |
| Feuchtgebiet Ried                       | BW   | 81350310007 | Sontheim an der Brenz | ⊙        | 0,0           | 17. Jan. 2008 |
| Gerstelbrunnen                          | BW   | 81350310020 | Sontheim an der Brenz | ⊙        | 0,0           | 17. Jan. 2008 |
| Hülbe im Gewann Häule                   | BW   | 81350310004 | Sontheim an der Brenz | ⊙        | 0,3           | 17. Jan. 2008 |
| Lange Wiese                             | BW   | 81350310023 | Sontheim an der Brenz | ⊙        | 0,0           | 17. Jan. 2008 |
| Magerrasen mit altem Birnbaumbestand    | BW   | 81350310015 | Sontheim an der Brenz | ⊙        | 0,0           | 17. Jan. 2008 |
| Pflanzenstandort Dexelberg              | BW   | 81350310006 | Sontheim an der Brenz | ⊙        | 0,0           | 17. Jan. 2008 |
| Schilffläche im Gewann „Gerstel“        | BW   | 81350310021 | Sontheim an der Brenz | ⊙        | 0,0           | 17. Jan. 2008 |
| Schloßwiese                             | BW   | 81350310022 | Sontheim an der Brenz | ⊙        | 0,0           | 17. Jan. 2008 |
| Ufergehölz und Kopfweide am Siechenbach | BW   | 81350310008 | Sontheim an der Brenz | ⊙        | 0,0           | 17. Jan. 2008 |
| Wacholderheide im Kühtäle               | BW   | 81350310024 | Sontheim an der Brenz | ⊙        | 0,0           | 17. Jan. 2008 |
| Legende für Naturdenkmal                |      |             |                       |          |               |               |

## Einzelgebilde (END)
| Name                                                               | Bild | Kennung     | Einzelheiten          | Position | Fläche Hektar | Datum         |
| ------------------------------------------------------------------ | ---- | ----------- | --------------------- | -------- | ------------- | ------------- |
| Buche beim ehemaligen Heuhof                                       | BW   | 81350310012 | Sontheim an der Brenz | ⊙        | 0,0           | 17. Jan. 2008 |
| Eiche beim Friedhof Bergenweiler                                   | BW   | 81350310026 | Sontheim an der Brenz | ⊙        | 0,0           | 17. Jan. 2008 |
| Eiche im Wohngebiet "Am Steinbruch"                                | BW   | 81350310019 | Sontheim an der Brenz | ⊙        | 0,0           | 17. Jan. 2008 |
| Eiche in der Heinrich-Röhm-Straße                                  |      | 81350310025 | Sontheim an der Brenz | ???      | 0,0           | 17. Jan. 2008 |
| Kastanien und Friedenseiche bei der Evangelischen St. Georgskirche | BW   | 81350310016 | Sontheim an der Brenz | ⊙        | 0,0           | 17. Jan. 2008 |
| Linde beim ehemaligen Heuhof                                       | BW   | 81350310011 | Sontheim an der Brenz | ⊙        | 0,0           | 17. Jan. 2008 |
| Linden beim Friedhof Brenz                                         | BW   | 81350310003 | Sontheim an der Brenz | ⊙        | 0,0           | 17. Jan. 2008 |
| Linden- und Kastanienallee beim Bahnhof                            | BW   | 81350310018 | Sontheim an der Brenz | ⊙        | 0,0           | 17. Jan. 2008 |
| 1 Linde beim Bierkeller                                            | BW   | 81350310001 | Sontheim an der Brenz | ⊙        | 0,0           | 17. Jan. 2008 |
| 2 Eichen südwestlich Brenz                                         | BW   | 81350310014 | Sontheim an der Brenz | ⊙        | 0,0           | 17. Jan. 2008 |
| 2 Linden im Gewann Espenbühl                                       | BW   | 81350310010 | Sontheim an der Brenz | ⊙        | 0,0           | 17. Jan. 2008 |
| 2 Mostbirnbäume am Heuhofweg                                       | BW   | 81350310013 | Sontheim an der Brenz | ⊙        | 0,0           | 17. Jan. 2008 |
| 3 Linden im Gewann Bühlweg                                         | BW   | 81350310002 | Sontheim an der Brenz | ⊙        | 0,0           | 17. Jan. 2008 |
| 3 Mostbirnbäume an der Medlinger Straße                            | BW   | 81350310017 | Sontheim an der Brenz | ⊙        | 0,0           | 17. Jan. 2008 |
| 3 Mostbirnbäume südlich des Siechenbaches                          | BW   | 81350310009 | Sontheim an der Brenz | ⊙        | 0,0           | 17. Jan. 2008 |
| Legende für Naturdenkmal                                           |      |             |                       |          |               |               |